# Списак музеја у Србији
Списак музеја у Србији даје преглед музеја на територији Републике Србије, укључујући националне, регионалне, градске, општинске и специјализоване музејске установе.

## Београд
- Војни музеј, Калемегдан бб[1]
- Вуков и Доситејев музеј, Господар Јевремова 21 (део Народног музеја Србије)
- Дом Јеврема Грујића, Светогорска 17
- Етнографски музеј, Студентски трг 13[2]
  - Манакова кућа, Гаврила Принципа 5 (део Етнографског музеја)
- Железнички музеј, Немањина 6[3]
- Историјски музеј Србије, Трг Николе Пашића 11[4]
- Јеврејски историјски музеј, Краља Петра I 71/1
- Легат Милице Зорић и Родољуба Чолаковића, Родољуба Чолаковића 2 (део Музеја савремене уметности)
- Меморијална галерија Петра Добровића, Краља Петра I 36/IV (део Музеја савремене уметности Војводине, Нови Сад)
- Меморијални музеј Надежде и Растка Петровића, Љубе Стојановића 25 (део Народног музеја Србије)
- Музеј Арчибалда Рајса, Булевар војводе Мишића 73 (у оквиру Криминалистичко-полицијског универзитета)
- Музеј афричке уметности - збирка Веде и др Здравка Печара, Андре Николића 14[5]
- Музеј аутомобила - Збирка Братислава Петковића, Мајке Јевросиме 30
- Музеј ваздухопловства, Аеродром „Никола Тесла“, Сурчин
- Музеј града Београда, Змај Јовина 1[6]
  - Завичајни музеј Земуна, Главна 9 (део Музеја града Београда)
  - Завичајни музеј Младеновац, Влајићева 69, Младеновац (део Музеја града Београда)
  - Завичајни музеј Жарково, Аце Јоксимовића 2 (део Музеја града Београда)
  - Конак кнеза Милоша, Раковички пут 2 (део Историјског музеја Србије, раније Музеја града Београда)
  - Конак кнегиње Љубице, Кнеза Симе Марковића 3 (део Музеја града Београда)
  - Легат Паје Јовановића, Краља Милана 21/IV (део Музеја града Београда)
  - Меморијални музеј Јована Цвијића, Јелене Ћетковић 5 (део Музеја града Београда)
  - Музеј Бањичког логора, Вељка Лукића Курјака 3 (део Музеја града Београда)
  - Легат Томе Росандића, Василија Гаћеше 3 (део Музеја града Београда)
  - Музеј Иве Андрића, Андрићев венац 8/I (део Музеја града Београда)
- Музеј за историју фармације, Војводе Степе 450 (у оквиру Фармацеутског факултета)
- Музеј Југославије, Михаила Мике Јанковића 6[7]
  - Кућа цвећа, Ботићева 6 (део Музеја Југославије)
- Музеј Југословенске кинотеке, Косовска 11
- Музеј науке и технике, Скендер-бегова 51[8]
- Музеј Николе Тесле, Крунска 51[9]
- Музеј позоришне уметности, Господар Јевремова 19[10]
- Музеј примењене уметности, Вука Караџића 18[11]
- Музеј савремене уметности, Ушће 10, блок 15[12]
- Музеј Српске православне цркве, Краља Петра 5[13]
- Музеј спорта и олимпизма, Благоја Паровића 156 (Факултет спорта и физичког васпитања)
- Музеј ФК Црвена звезда, Љутице Богдана 1а
- Народни музеј Србије, Трг Републике 1а[14]
- Педагошки музеј, Узун Миркова 14[15]
- Природњачки музеј, Његошева 51
- ПТТ музеј, Палмотићева 2 (Мајке Јевросиме 13)
- Спомен кућа Лазе К. Лазаревића, Хиландарска 7
- Уметнички павиљон "Цвијета Зузорић", Мали Калемегдан 1
- Музеј Цептер, Кнеза Михаила 42
- Музеј илузија Београд
- Малаколошки музеј (Природњачки музеј) * Музеј чоколаде у Београду

## Централна Србија
Александровац:
- Завичајни музеј Жупе
- Музеј винарства и виноградарства

Алексинац:
- Завичајни музеј Алексинац

Аранђеловац:
- Народни музеј Аранђеловац[16]
  - Музеј Првог српског устанка (Орашац) (део Народног музеја Аранђеловац)

Ариље:
- Завичајни етнолошки музеј (Бреково)

Бела Паланка:
- Завичајни музеј Бела Паланка

Блаце:
- Спомен соба Топличког устанка (део Народног музеја Топлице, Прокупље)

Бољевац:
- Музеј "Тимочке буне"

Бор:
- Музеј рударства и металургије[17]

Брус:
- Завичајна етнографска збирка Брус

Ваљево:
- Народни музеј Ваљево[18]
  - Знаменито место Бранковина (део Народног музеја Ваљево)

Велика Плана:
- Музеј вожда Карађорђа (Радовањски Луг)

Велико Градиште:
- Народни музеј Велико Градиште

Власотинце:
- Завичајни музеј у Власотинцу

Врање:
- Народни музеј Врање

Врњачка Бања:
- Завичајни музеј Замак културе

Горњи Милановац:
- Музеј Другог српског устанка (Таково)
- Музеј рудничко-таковског краја[19]

Деспотовац:
- Музеј угљарства (Сењски Рудник)

Димитровград:
- Завичајна музејска збирка Димитровград

Зајечар:
- Народни музеј Зајечар

Јагодина:
- Завичајни музеј Јагодина
- Музеј наивне и маргиналне уметности[20]
- Музеј воштаних фигура

Кладово:
- Археолошки музеј Ђердапа (део Народног музеја Србије)

Књажевац:
- Завичајни музеј Књажевац

Коцељева:
- Завичајни музеј Коцељева

Крагујевац:
- Народни музеј Крагујевац[21]
- Спомен-музеј "21. октобар"
- Музеј Стара ливница (део некадашње Заставе)

Краљево:
- Народни музеј Краљево[22]

Крушевац:
- Народни музеј Крушевац

Лесковац:
- Народни музеј Лесковац[23]

Лозница:
- Музеј Јадра

Лучани:
- Музеј Горачићке буне (Горачићи)
- Музеј трубе (Гуча)

Мајданпек:
- Музеј у Мајданпеку[24]
- Музеј Лепенски Вир (Доњи Милановац) (део Народног музеја Србије)

Мионица:
- Музеј камена (Паштрић)

Неготин:
- Музеј Крајине
  - Родна кућа Стевана Мокрањца (део Музеја Крајине)

Ниш:
- Народни музеј Ниш[25]
- Нишвил џез музеј
- Дигитални музеј у Нишу

Нова Варош:
- Завичајни музеј Нова Варош

Нови Пазар:
- Музеј "Рас"

Параћин:
- Завичајни музеј Параћин

Петровац на Млави:
- Завичајни музеј Петровац на Млави

Пирот:
- Музеј Понишавља

Пожаревац:
- Народни музеј Пожаревац[26]

Пожега:
- Завичајни музеј Пожега
- Железнички музеј узаног колосека

Прибој:
- Завичајни музеј Прибој[27]

Пријепоље:
- Музеј у Пријепољу

Прокупље:
- Народни музеј Топлице

Свилајнац:
- Природњачки центар Србије

Смедерево:
- Музеј у Смедереву[28]

Смедеревска Паланка:
- Народни музеј у Смедеревској Паланци

Сокобања:
- Завичајни музеј Сокобања

Трстеник:
- Завичајни музеј Трстеник

Ћуприја:
- Музеј "Horreum Margi-Ravno"

Сирогојно:
- Музеј на отвореном "Старо село"[29]
- Музеј плетиља (у склопу Музеја на отвореном "Старо село")

Чачак:
- Народни музеј Чачак[30]

Ужице:
- Народни музеј Ужице

Шабац:
- Шабачки народни музеј

## АП Војводина
Бачка Паланка:
- Музеј Бачке Паланке

Бачки Јарак:
- Етно-парк "Брвнара", део Музеја Војводине

Бачки Петровац:
- Музеј војвођанских Словака

Бачка Топола:
- Музеј општине Бачка Топола
- Музеј коњарства - Зобнатица (Зобнатица)

Бездан:
- Музеј парфемских бочица "Пудар"

Бела Црква:
- Народни музеј Бела Црква

Бечеј:
- Градски музеј Бечеј

Врбас:
- Градски музеј Врбас

Вршац:
- Градски музеј Вршац

Зрењанин:
- Народни музеј Зрењанин[31]
- Музеј пива

Жабаљ:
- Музеј жртава рације (Чуруг)

Кикинда:
- Народни музеј Кикинда
- Музеј Тера (скулптуре у теракоти)

Ковачица:
- Галерија наивне уметности

Идвор:
- Меморијални комплекс Михајла Пупина

Кулпин:
- Музејски комплекс Кулпин (део Музеја Војводине)

Мали Иђош:
- Пекарски музеј

Мокрин:
- Завичајни музеј Мокрин

Нови Бечеј:
- Завичајни музеј "Главашева кућа"
- Музеј Жеравица (Ново Милошево)

Нови Сад:
- Музеј Војводине
- Музеј савремене уметности Војводине[32]
- Позоришни музеј Војводине[33]
- Музеј града Новог Сада
  - Спомен-збирка „Јован Јовановић Змај“ (Сремска Каменица) (део Музеја града Новог Сада)
  - Спомен-збирка Павла Бељанског (формално самостална установа, али тесно повезана)
- Галерија ликовне уметности Поклон збирка Рајка Мамузића
- Галерија Матице српске
- Природњачка збирка Покрајинског завода за заштиту природе

Оџаци:
- Музејска јединица Оџаци

Панчево:
- Народни музеј Панчево[34]

Пећинци:
- Српски музеј хлеба

Рума:
- Завичајни музеј Рума

Сента:
- Градски музеј Сента

Сремска Митровица:
- Музеј Срема

Сремски Карловци:
- Завичајна збирка Сремски Карловци (део Музеја града Новог Сада)
- Музеј пчеларства "Живановић"
- Завичајна кућа
- Музеј шибица (приватни)

Стара Пазова:
- Музеј Мацура (Нови Бановци) (приватни музеј авангардне уметности)

Сомбор:
- Градски музеј Сомбор[35]

Суботица:
- Градски музеј Суботица[36]

Темерин:
- Мађарска завичајна кућа "Тајхаз"

Шид:
- Музеј наивне уметности „Илијанум“
- Галерија слика „Сава Шумановић“

## АП Косово и Метохија
(Напомена: Рад и статус музеја на Косову и Метохији могу бити подложни специфичним околностима.)
Звечан:
- Градски музеј, ул. Краља Петра Првог

Косовска Митровица:
- Градски музеј Косовска Митровица

Приштина:
- Народни музеј (тренутно није под контролом институција Републике Србије)

Призрен:
- Музеј Призренске лиге (део Музеја Косова)